# Trop c'est trop (livre)
 (janvier 2024).
Si vous disposez d'ouvrages ou d'articles de référence ou si vous connaissez des sites web de qualité traitant du thème abordé ici, merci de compléter l'article en donnant les références utiles à sa vérifiabilité et en les liant à la section « Notes et références ».
Pour l’article homonyme, voir Trop c'est trop.
Trop c'est trop est le troisième tome de la série Journal d'un dégonflé. Il a été écrit et illustré par Jeff Kinney. Le livre est sorti le 13 janvier 2009 dans sa version originale.

## Janvier
Greg parle des résolutions du Nouvel An que sa famille a du mal à tenir. Son père Frank, par exemple, avait envie d'arrêter le sucre, mais n'a pas réussi à tenir son engagement jusqu'au bout. Greg explique également que le bus scolaire a changé de trajectoire. Lui et Robert doivent donc marcher à pieds jusqu'à leur collège. Greg explique aussi que Frank déteste les adolescents, en particulier un certain Léonard, qui autrefois, semait le trouble dans le voisinage mais qui vit désormais dans un camp militaire. Greg veut de plus creuser un trou pour enterrer une capsule temporelle, projet qu'il ne réalisera pas. Et il est très énervé de voir que son frère cadet Manu a le droit de rester veiller tard et de regarder la télé avec ses parents, contrairement à lui, qui n'en bénéficiait pas au même âge. Greg finit par être fatigué de marcher jusqu'au collège et demande à Susan de le déposer à proximité du bâtiment, mais il oublie son sac et Susan le lui rapporte, l'embarrassant devant tout le monde. Il est très ennuyé car il est dans la même classe qu'une certaine Holly à qui il veut plaire. Un peu plus tard, un autre élève appelé Alex Aruda vole le dictionnaire de la professeur qui oblige tout le monde à rester en classe tant que le coupable ne se sera pas dénoncé, et un des camarades de Greg est alors puni. Greg parle également de ses difficultés de concentration depuis qu'il ne doit plus faire la sieste.

## Février
Greg de plaint de n'avoir que des fruits au déjeuner. Comme il s'est endormi pendant un cours qui n'était pas le sien, il a écopé d'une retenue et s'est retrouvé assis derrière une brute qu'il a pu maîtriser. Greg ne comprend pas non plus qui lui vole ses desserts. Mais en voulant espionner le coupable, il découvre qu'il ne s'agit que de Frank. Greg est très remonté contre son père mais il découvre également que les Snella, une famille qui chaque année, s'agrandit d'un membre, organise le demi anniversaire du nouveau-né et que tous les adultes sont conviés, dans le quartier, afin de le faire rire et de remporter un prix. Frank y avait échappé jusqu'ici mais cela ne sera plus le cas cette année. Pour la Saint-Valentin, Greg est censé danser, mais il n'arrive pas à séduire Holly à cause de Freddie.

## Mars
Greg  est énervé de voir que Robert a eu plus de chance que lui en récoltant des cartes de sympathie. Robert lui en envoie une par charité. Les fêtes de Pâques approchent et Greg se retrouve impliqué dans un accident quand il s'asseoit accidentellement sur une oreille du lapin en chocolat que la famille transportait. Comme la famille se rend à l'église, Greg emprunte un pull de Susan et comme Manny n'arrête pas de pleurer, il se ridiculise devant Holly et sa famille. Un peu plus tard, Frank croise son patron dont les fils sont très athlétiques et décide de prendre en main Rodrick qu'il inscrit à un programme pré-universitaire et Greg, qu'il fait participer à un championnat sportif. Alors que Greg et Rodrick doivent employer leur propre langage, Robert invite Greg à une soirée pyjama chez lui. Comme Holly Hills ne vit pas très loin, il accepte. Cependant, il doit dormir au sous-sol et sans son sac de couchage  quand il découvre que les enfants qui participent à la soirée de Robert n'ont que six ans.

## Avril
Pour le premier jour du mois, Greg fait croire à Chirag qu'il est devenu sourd et se fait punir. Ses entraînements sportifs ne sont pas mieux avec Monsieur Leetch, un coach particulièrement insupportable. Comme Greg passe son temps à ramasser des fleurs sur le terrain, il fait perdre son équipe. Peu de temps après, Frank accompagne Greg et Rodrick au cinéma et recroise Léonard, lequel a terminé sa formation militaire et est désormais devenu caissier. Après le film, Frank annonce à Greg qu'il l'a inscrit en camp militaire. Pour éviter cela, Greg et Robert s'enrôlent chez les scouts.

## Mai
Greg et son père sont censés participer à un week-end père fils chez les scouts. Au jour J, Greg tombe malade. Frank ayant été désigné comme chauffeur, doit quand même s y rendre. Il partage la tente de deux frères hyperactifs. De plus, la fête des Mères approche et Greg décide de laisser tomber Holly. Un peu plus tard, il perd ses lentilles de contact.

## Juin
Greg s'apprête à passer son unique journée de vacances chez les Snella. Manu, dont Frank a jeté la couverture, en trouve une autre qu'il veut posséder. En voulant la lui reprendre, Greg fait malgré lui rire le bébé des Snella. En conséquence, Frank lui est reconnaissant et ne l'envoie finalement pas à l'école militaire. En se rendant chez Robert, il rencontre une fille qui s'appelle Trista.